# Mieczysław Niedziałkowski
Mieczysław Niedziałkowski (født 19. september 1893 i Vilnius, Russiske Kejserrige, død 21. juni 1940 i Palmiry) var en polsk politiker og forfatter.
Niedziałkowski var aktiv i det polske socialistparti, blandta andet som ansvarshavende redaktør af  Robotnik. Han var en af de vigtigste aktivister og medstifter af Centrolew-alliancen. Han har udgivet flere værker om socialisme og polsk politik. Han deltog i forsvaret under belejringen af Warszawa i 1939, hvor han organiserede den frivillige milits. Han blev efterfølgende anholdt og afhørt af Gestapo. Efterfølgende blev han henrettet den 21. juni 1940 i Palmiry under den tyske AB-Aktion i Polen. Aktionens mål var en udryddelse af den polske intelligentsia. Ud over Niedziałkowski blev flere hundreder andre også henrettet, herunder Janusz Kusociński (guldvinder på 10.000 meter ved OL 1932 i Los Angeles), Maciej Rataj (formand for den Anden polske republik), Thomas Stankiewicz (læge og cykelrytter ved OL 1924 i Paris) og Feliks Żuber (deltager på 400 meter ved OL 1928 i Amsterdam).